# Business Development
Business Development, deutsch Geschäftsfeldentwicklung oder Unternehmensentwicklung, irrtümlich häufig auch Geschäftsentwicklung, bezeichnet die zielgerichteten Maßnahmen zur Weiterentwicklung einer wirtschaftlich ausgerichteten Organisation. Die im Business Development angewandten Techniken umfassen u. a. die Bewertung von Marketing-Chancen und Absatzmärkten, die Geschäftsanalyse von Kunden und Wettbewerbern, die Anbahnung zukünftiger Geschäfte und Folgegeschäfte sowie das Verfassen von Geschäftsplänen und das Entwerfen konkreter Geschäftsmodelle.
Konkrete Business-Development-Maßnahmen beginnen meist mit der Evaluation eines innovativen oder von der Organisation noch nicht erschlossenen Geschäftsfeldes. Im Verlauf der Evaluation können Informationen aus den Bereichen Produktmanagement, Marketing, Vertrieb und Kundenbetreuung hinzugezogen werden. Je nach Gesamtbild können dann evtl. neue Geschäftsentwürfe entwickelt werden. Im wirtschaftlichen Alltag ist Business Development meist keine punktuelle Maßnahme, sondern ein kontinuierlicher Prozess.
Als Disziplin kann Business Development nicht auf wenige Standardverfahren reduziert werden, die in allen Situationen gleichermaßen angewendet werden können. Erfolgreiches Business Development beruht meistens auf einem interdisziplinären Ansatz. Kreativität und die Bereitschaft, bestehende Denkmuster in Frage zu stellen und sich neuen und unvorhergesehenen Herausforderungen zu stellen, sind ein wesentliches Merkmal dieser Tätigkeit. Die Kundensicht im Business Development geht über den reinen Vertriebsgedanken hinaus. Eine wesentliche Rolle bei der Entwicklung der Geschäftsentwürfe spielen neben der kreativen Tätigkeit oft auch Finanzplanung, rechtliche Aspekte und Werbekonzeption.
Viele kleine und mittlere Unternehmen verfügen über keine Strukturen und Prozesse für Business Development, sondern setzen vielmehr auf die Pflege bereits bestehender Kundenkontakte. In größeren, insbesondere technologieorientierten Unternehmen wird Business Development zwar wahrgenommen, beschränkt sich aber häufig auf die Pflege strategischer Partnerschaften und Allianzen. In solchen Situationen nutzen die Beteiligten üblicherweise das Fachwissen, Technologie oder das geistige Eigentum des Partners, um eigene Produkte, Dienstleistungen oder Marktreichweite auszudehnen, ohne zu diesem Zweck eigene, interne Ressourcen aufbauen zu müssen.